# Kruśliwiec
Kruśliwiec [pronunciación en polaco: /kruˈɕlivjɛt͡s/] (en alemán: Kruschlewitz) es un pueblo en el distrito administrativo de Gmina Inowrocław, dentro del Distrito de Inowrocław, Voivodato de Cuyavia y Pomerania, en el norte de Polonia.